# Kaneko Ayano
Ayano Kaneko (カネコアヤノ?; Yokohama, 30 gennaio 1993) è una cantautrice, modella e attrice giapponese. Ha iniziato la sua carriera musicale mentre frequentava l'università ed ha debuttato nel 2012 con il suo album autoprodotto "Inzei Seikatsu". Nelle performance dal vivo è accompagnata da una band.

## Biografia
Nata il 30 gennaio 1993 a Yokohama, nella prefettura di Kanagawa, in Giappone, è cresciuta in una famiglia (i genitori e le sei sorelle maggiori) che non ascoltava molta musica. Da bambina era timida e non cantava mai, nemmeno di fronte ai genitori. Ha iniziato a suonare la chitarra quando era al terzo anno di scuola media sotto l'influenza di Chatmonchy e altre band, e si è esercitata diligentemente fino al primo anno di scuola superiore. Al liceo ha iniziato ad ascoltare i 毛皮のマリーズ (Kegawa no marīzu?) e gli シャムキャッツ (Shamukyattsu?, Siamese Cats)) e, a partire dal secondo anno, ha iniziato a frequentare gli spettacoli delle band indie di Shimokitazawa e Shinjuku. Grazie a degli amici che ha incontrato lì, ha iniziato ad ascoltare anche Machida Kō, Happy End, Togawa Jun, ed altri. Poco prima di diplomarsi, formò una band con un amico conosciuto in un club di musica dal vivo e iniziò a comporre musica, il gruppo però non durò a lungo e da allora iniziò a suonare la chitarra elettrica.

### Periodo Solista
Dopo essere entrata all'Università di Wako, ha ripreso la pratica della chitarra che aveva interrotto quando frequentava i club di musica dal vivo. Mentre frequentava l'università, chiese a Natsuya Hamano, membro della band Gateballers e che in seguito sarebbe stato anche il chitarrista di supporto di Kaneko, che frequentava la stessa università, di ascoltare la sua musica. Insieme al padre di Hamano, Yasumasa Hamano, un ingegnere del suono e che in seguito divenne il batterista di supporto e il tecnico di registrazione di Kaneko (Izu Studio), ascoltarono la registrazione domestica "Happyiendo o kika sete okureyo (kari)”. In seguito, Yasumasa Hamano li ha presentati a un manager e nel maggio 2012, quando erano al secondo anno di università, pubblica un mini album indipendente "Inzei Seikatsu (印税生活?)". Nel giugno dello stesso anno, dopo aver pubblicato l'album, hanno fatto il loro debutto dal vivo come opening act allo show di Tokyo delle SCANDAL (Zepp Tokyo).
L'anno successivo, Takuma Motomura (Gateballers, ゆうらん船 (Yū ran-sen?)) si è unito alla band come bassista. Nel febbraio 2013 una sua canzone viene scelta come sigla dello spettacolo "Sorao no Sekai" dove debutta anche come attrice. In questo periodo firma un contratto con la Kitty Entertainment, a cui appartenevano anche le SCANDAL.
A maggio, ha pubblicato il suo album di debutto "Raise Wa Aidoru (来世はアイドル?)". Nello stesso anno a luglio, ha recitato in "Koibun X", ed ha vinto il premio come miglior musicista al festival di musica e cinema  "MOOSIC LAB 2014".
Nel novembre 2015, dopo essersi laureata, pubblica l'album "Koisuruwakusei" (恋する惑星?)". L'album presenta la stessa band di supporto dell'album precedente, ma con un nuovo arrangiatore. Yoshimitsu Sawamoto ha affermato che gli arrangiamenti rendono la musica diversa dal folk, mentre aokinoko (2015) l'ha descritta come la fioritura di una nuova sensibilità pop.
Nel 2016 lascia la Kitty Entertainment e ad aprile pubblica l'album indipendente "hug". Successivamente firma per la we are. Su richiesta della stessa Kaneko, il gruppo ha accolto Hirotoshi Hayashi (ex-Dancing Land) come chitarrista. La stessa Kaneko definisce questo periodo di grandi cambiamenti nell'organizzazione del suo lavoro, della band, del manager e del cameraman come "Kaneko Ayano Season 2". Nel novembre dello stesso anno pubblica l'EP Sayōnara anata (さよーならあなた?). A settembre è apparsa sul palco "Light of Light, Light of Light, Light of Love".
A gennaio 2017, ha pubblicato la musicassetta "Asa ni Natte Yumekarame" e ad febbraio è apparsa nel film "Taikutsuna hibi ni sayōnara o". A marzo è uscito l'album live "LIVE AT ZAMZA ASAGAYA JAN.31,2017". Ad aprile pubblica "Hika re ai" (ひかれあい?). L'EP contiene tre canzoni in due versioni, una con la band e una acustica.
A settembre esce l'LP analogico "Mure-tachi" ("群れたち"), contenente una versione rimasterizzata di hug sul lato A e una nuova canzone sul lato B.
Dopo aver accolto Bob (HAPPY) come batterista, nell'aprile del 2018 Kaneko Ayano pubblica l'album Shukusai (祝祭?), che riassume il secondo capitolo della sua carriera e stabilisce la sua notorietà come musicista dal fascino sia artistico che popolare. L'album è stato selezionato come opera vincitrice del premio all' "11th CD Shop Awards 2019".
Ad aprile 2019, pubblica il singolo doppio A-side "Ai no Mama o / Saison"
Nel 2019 pubblica la prima raccolta di poesie "Watashi no masshiro to kin iro".
Dopo essere passata all'etichetta 1994 intorno all'ottobre 2018, nel settembre 2019 pubblica l'album Sansan (燦々?). L'album è stato descritto come un'evoluzione musicale rispetto all'album precedente, in quanto gli arrangiamenti sono molto elaborati e colorati, esaltando la qualità di ogni canzone, mentre anche il talento degli esecutori viene dimostrato sempre più. L'album ha vinto il Grand Prize al "12th CD Shop Grand Prize 2020" e la canzone "Hikari no hou e" (光の方へ?) è stata classificata come la migliore canzone in lingua giapponese nella playlist "My Top Songs 2019" di Spotify, diventando uno dei lavori e degli artisti più popolari del 2019.
Ad aprile 2020, ha pubblicato il singolo doppio A-side "Ranman/ Hoshi Uranai To Asa' o Rirīsu". L'album live "Kanekoayano tsuā 2020 “sansan” hikigatari Tōkyō-hen 2020. 1. 10 Sōgetsu hōru" sarà in vendita nei live e per corrispondenza ufficiale. Diventa un ospite regolare del martedì nell'angolo "SONAR'S ROOM" di J-WAVE SONAR MUSIC.
A gennaio 2021 era previsto il tour "Kaneko Ayano Zepp One-Man Show 2021" (カネコアヤノ Zeppワンマンショー 2021), ma tutte le esibizioni sono state annullate a causa dell'annuncio da parte del governo dello stato di emergenza a causa della diffusione della nuova infezione da coronavirus. Nel febbraio dello stesso anno, si è tenuto un live senza pubblico dal titolo "Kaneko Ayano Zepp One-Man Show 2021 Online" ("カネコアヤノ Zeppワンマンショー 2021 オンライン").
A maggio pubblica il suo quinto album "Yosuga" (よすが?).
Il 25 gennaio 2023 pubblica il sesto album "Taoruketto wa odayakana" (タオルケットは穏やかな?). A Settembre dello stesso anno annuncia il suo primo tour internazionale, composto da tre date a Londra nella prima metà di Ottobre, per poi ripetersi a Maggio dell'anno successivo con quattro date distribuite tra Londra, Birmingham e Brighton.
A Dicembre annuncia la pubblicazione del live "Kaneko Ayano Hibiya Open-Air Concert Hall One-Man Show 2023" (カネコアヤノ 日比谷野外音楽堂ワンマンショー 2023), concerto tenutosi il 17 Luglio 2023 a Tokyo, sotto forma di un triplo LP.
Ad Aprile 2024 pubblica il doppio singolo "Lucky/Sabishikunai" (ラッキー/さびしくない?), che verrà poi distribuito fisicamente il 24 agosto.

### Band
Il 3 agosto 2024 è stata annunciato che Hirotoshi Hayashi (chitarra), Takuya Iizuka (basso) e Hikari Sakashita (batteria), fino ad allora membri di supporto sarebbero diventati la band ufficiale. È stato anche annunciato che il nome della band sarà "kanekoayano" mentre il nome per le attività soliste rimarrà "カネコアヤノ".
Nell'ottobre del 2024, il batterista del gruppo, Hikari Sakashita, si è preso una pausa per concentrarsi sul trattamento di una malattia di lunga data. Il 28 dicembre è stato annunciato il suo abbandono del gruppo, il motivo dell'abbandono del gruppo viene spiegato come “dovuto alla scoperta di una grave violazione del contratto”.
Il 24 Aprile 2025, durante un live studio trasmesso sul suo canale YouTube annuncia l'uscita del nuovo album "石の糸" prevista per il mese successivo, contemporaneamente all'ingresso nella band di Sei Nagahata (batteria) e Ryotaro Miyasaka (percussioni) come membri di supporto.

## Membri della band

### Attuali
- Ayano Kaneko (カネコアヤノ?) : voce - chitarra
- Hirotoshi Hayashi (林宏敏?) : chitarra (membro anche di 下津光史& THE STRANGE FOLKS, ex dei 踊ってばかりの国)
- Takuya Īzuka (飯塚拓野?) : basso (membro anche di the wameki, ex dei Granule, BOMBORI)
- Sei Nagahata: batteria
- Ryotaro Miyasaka (宮坂遼太郎): percussioni

### Ex membri
- Bob : batteria - (membro anche di HAPPY, LIGHTERS)
- Takuma Motomura : basso - (membro anche di Gateballers, Yuran Ship)
- Hamano Natsuya (濱野夏椰?) : chitarra (membro anche di Gateballers, 小山田壮平バンド, GOD)
- Hikari Sakashita : batteria (membro anche di San hb, ex dei Granule, BOMBORI)
- Takami Isobe (礒部拓見) : batteria

## Discografia

### Ep e singoli
- 2012 - 印税生活 (Inzei seikatsu?)
- 2016 - カネコアヤノ 内村イタル (Kanekoayano/ Uchimura Itaru?)
- 2016 - さよーならあなた (Sayōnara anata?)
- 2017 - 朝になって夢からさめて (Asa ni natte yume kara samete?)
- 2017 - ひかれあい (Hika re ai?)
- 2017 - さよーならあなた (Sayōnara anata?) (Second Edition)
- 2018 - 序章 (Joshō?)
- 2018 - Home Alone
- 2019 - 愛のままを ／ セゾン (Ai no mama wo / Sezon?)
- 2020 - 爛漫 / 星占いと朝 (Ranman/ hoshi uranai to asa?)
- 2020 - 腕の中でしか眠れない猫のように (Ude no nakade shika nemurenai neko no yō ni?)
- 2021 - Cats & Dogs - Kid Fresino feat. Kaneko Ayano
- 2022 - わたしたちへ (Watashitachihe?)
- 2024 - ラッキー / さびしくない (Lucky / Sabishikunai?)

### Album

#### Album in studio
- 2014 - 来世はアイドル (Raise wa aidoru?)
- 2015 - 恋する惑星 (Koisuruwakusei?)
- 2018 - 祝祭 (Shukusai?)
- 2019 - 燦々 (Sansan?)
- 2021 - よすが (Yosuga?)
- 2023 - タオルケットは穏やかな (Taoruketto wa odayakana?)
- 2025 - 石の糸 (Ishi no Ito?)

#### Altri album
- 2016 - hug
- 2017 - LIVE AT ZAMZA ASAGAYA JAN. 31 2017
- 2017 - 群れたち (Mure-tachi?)
- 2018 - 祝祭 ひとりでに (Shukusai hitorideni?)
- 2019 - 燦々 ひとりでに (Sansan hitorideni?)
- 2020 - カネコアヤノ TOUR 2020 “燦々” 弾き語り・東京編 2020.1.10草月ホール (Kaneko Ayano tsuā 2020 “sansan” hikigatari Tōkyō-hen 2020. 1. 10 Sōgetsu hōru?)
- 2020 - カネコアヤノ単独演奏会「さいしん」2020.6.25 ザムザ阿佐ヶ谷 (Kaneko Ayano tandoku ensō-kai `saishi n' 2020. 6. 25 Zamuza Asagaya?)
- 2023 - タオルケットは穏やかな ひとりでに (Taoruketto wa odayakana hitorideni?)
- 2023 - カネコアヤノ単独演奏会2022 秋-9.26 関内ホール (Kaneko Ayano One Man Show 2022 Autumn - 9.26 Kannai Hall?)
- 2024 - カネコアヤノ 日比谷野外音楽堂ワンマンショー 2023 (Kaneko Ayano Hibiya Open Air Concert Hall One Man Show 2023?)
- 2024 - カネコアヤノ Billboard Live ワンマンショー 2023 - 12.15 Billboard Live OSAKA (Kaneko Ayano Billboard Live Onemanshow 2023.15.12 Billboard Live OSAKA?)